# Moment Minsky
Pour les articles homonymes, voir Minsky.
Le moment Minsky est un phénomène macroéconomique par lequel des investisseurs surendettés sont contraints de vendre en masse leurs actifs pour faire face à leur besoin de liquidité, déclenchant une spirale de baisse auto-entretenue du prix de ces actifs et un assèchement de la liquidité.

## Concept
Le concept de moment Minsky est mis en lumière par Hyman Minsky. Économiste d'inspiration keynésienne mais rejetant l'orthodoxie de ce courant (voir la Synthèse néoclassique), il cherche à comprendre comment les phases de croissance économique sapent les bases mêmes de la croissance et préparent, sans que cela soit perçu par les agents, la prochaine crise économique. Il crée ainsi deux concepts : le moment Minsky, et l'hypothèse de l’instabilité financière.
Le moment Minsky a lieu dans le cadre d'une économie dont les agents sont très endettés. L'accumulation de dette, lorsqu'elle devient insoutenable, contraint les agents économiques à vendre massivement des actifs financiers afin d'obtenir en échange de la liquidité qui leur permettra de rembourser leur dette. Toutefois, les ventes en masse causent, du fait de l'offre et de la demande, une baisse brutale du prix des actifs.
Un moment Minsky ne peut avoir lieu que lorsque trois critères essentiels sont réunis : un excès de crédit ; une concentration du crédit ; une inadéquation entre les actifs et les passifs des agents économiques. La chute est d'autant plus grande que les achats d'actifs dans les années qui ont précédé se sont fondés sur un endettement (effet de levier). La chute est accentuée lorsque les créditeurs, se rendant compte que les actifs sont surévalués, augmentent leurs exigences en termes de collatéraux.
Une fois que la chute a eu lieu, plusieurs facteurs, tels que son ampleur, le climat économique, ou les politiques budgétaires et politiques monétaires, modifient l'évolution de la situation. Si les agents économiques anticipent une remontée des prix, ils sont incités à racheter des actifs, ce qui conduit à leur réévaluation. Cela n'est toutefois pas toujours le cas. Le rôle des autorités publiques est alors important dans le rétablissement de la confiance.

## Utilisations ultérieures
Le concept de moment Minsky est utilisé par The Economist en 2021 en lien avec les effets du changements climatique sur la finance. Selon le journal, la chute brutale du prix d'actifs du fait d'une catastrophe climatique pourrait mener à des ventes massives des actifs des entreprises dont les activités sont mises en danger par le changement climatique.

## Historique
L'expression a été créée par Paul McCulley, PDG de la Pacific Investment Management Company pour décrire la crise financière russe de 1998. Toutefois, comme le remarque The Economist, le concept de moment Minsky est devenu indissociable des crises économiques, qui sont souvent dues à un excès d'endettement. 
Ainsi, la crise économique mondiale de 2008 trouve son origine dans un moment Minsky. Lorsqu'il est devenu évident aux yeux des marchés financiers que les subprimes ne pourraient être remboursés, ces actifs ont été massivement vendus, ce qui les a dévalués.